# 布氏石鈎鯰
布氏石鈎鯰，為輻鰭魚綱鯰形目甲鯰科的其中一種，為熱帶淡水魚，分布於南美洲法屬圭亞那Approuague與Oyapock河流域，體長可達6.5公分，棲息在砂石底質的溪流底層水域，生活習性不明。

## 扩展阅读
維基物種上的相關：布氏石鈎鯰